# 4405 Otava
För andra betydelser, se Otava (olika betydelser).
4405 Otava eller 1987 QD1 är en asteroid i huvudbältet som upptäcktes den 21 augusti 1987 av den tjeckiske astronomen Antonín Mrkos vid Kleť-observatoriet i Tjeckien. Den är uppkallad efter floden Otava.
Asteroiden har en diameter på ungefär 16 kilometer.